# Realraumlernen
Realraumlernen ist ein Fachausdruck der Didaktik. Als Gegenbegriff zum Schonraumlernen versteht die Unterrichtslehre darunter das Aneignen von Wissen, Können und Verhalten im endgültigen Anwendungsgebiet der Lebenswirklichkeit.

## Begriff
Realräume im didaktischen Sinne entsprechen dem wirklichen Leben mit seinen Gefährdungen und seinen teils hohen Ansprüchen an die Aufnahmefähigkeit der Lernenden. Das Lernen in ihnen erfolgt als Endstufe eines längeren systematischen Lernprozesses entsprechend dem didaktischen „Prinzip der graduellen Annäherung“ vom Leichten zum Schwierigeren bzw. vom Einfachen zum Komplexen. Beim Realraumlernen entfallen die vorgeschalteten, methodisch-organisatorisch vereinfachenden Lernphasen in gefahrenentschärfter Umgebung. Bisweilen wird Realraumlernen auch polemisch als Kontrastbegriff zu dem als verspielt angesehenen Schonraumlernen verwendet.

## Anwendungsargumente
Realraumlernen gilt in der Didaktik als unverzichtbares Element effektiven Lernens. Es charakterisiert den endgültigen Anwendungsbereich des Lernens, in dem sich die erworbenen Kompetenzen praxisnah bewähren müssen. Schule darf nicht zu einem Elfenbeinturm werden, der die Alltags- oder Berufsrealitäten ausklammert. Das in den Schonräumen Gelernte muss den Anforderungen der Ernstsituation, etwa eines anspruchsvollen Berufs, angepasst werden. Die Unterrichtslehre sieht Realraumlernen daher als Endphase eines systematisch aufgebauten Bildungsprozesses vor.
Der Verzicht auf methodisch-didaktische Vorstufen, etwa des Schonraum- oder des Simulationsraumlernens, und die unmittelbare Zuwendung zum Realraumlernen erklärt sich in der Regel aus folgenden Gründen:
- Leicht und gefahrlos auch ohne Vorstufen erreichbare Lernziele
- Streben nach einem wenig aufwendigen schnellen Lernerfolg
- Geringe Methodenkompetenz und mangelnde Unterrichtserfahrung
- Kritische Sicht der Transferchancen

Der Verzicht auf systematische Lehr- und Lernprozesse findet sich vor allem in nicht professionellen Ausbildungsbereichen, in denen bei den Lehrenden ausreichende methodisch-didaktische Kenntnisse fehlen, etwa in der elterlichen Erziehung. Nicht sachlich begründbares vorschnelles Realraumlernen kann jedoch zu Gefährdungen sowie Überforderungen der Lernenden führen mit den Folgen von Lernverdruss und verminderten Lernerfolgen. Vor allem Kinder und Jugendliche brauchen Zeit und ein alters- und fähigkeitsgerechtes Vorgehen bei schwierigeren Aufgabenstellungen. Zu kurz angesetzte Lernprozesse mit dem Wunsch nach schnellen Lernergebnissen gefährden die Nachhaltigkeit der Lernerfolge.

## Beispiele

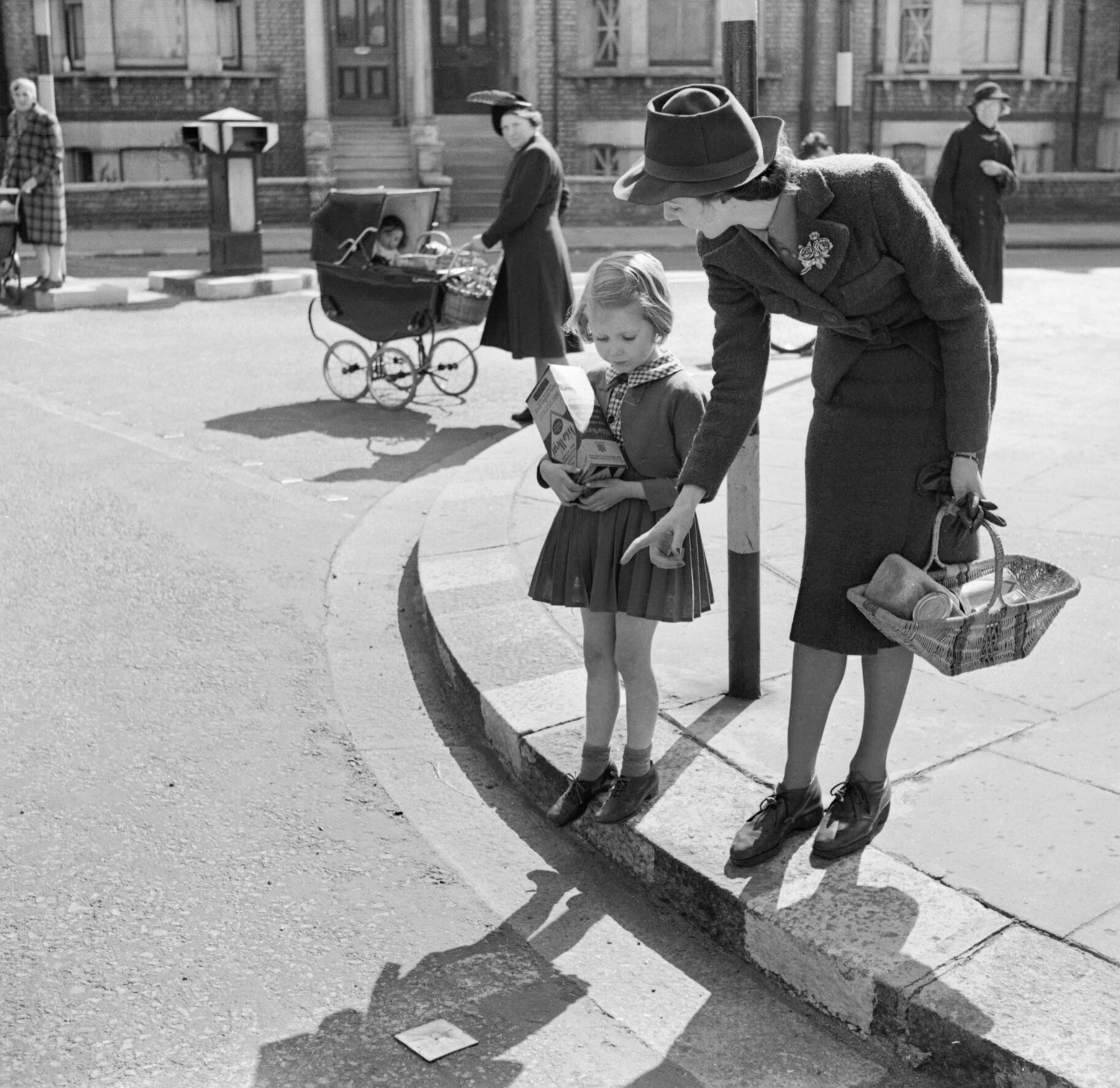
Realraumlernen in der Verkehrserziehung (1942)

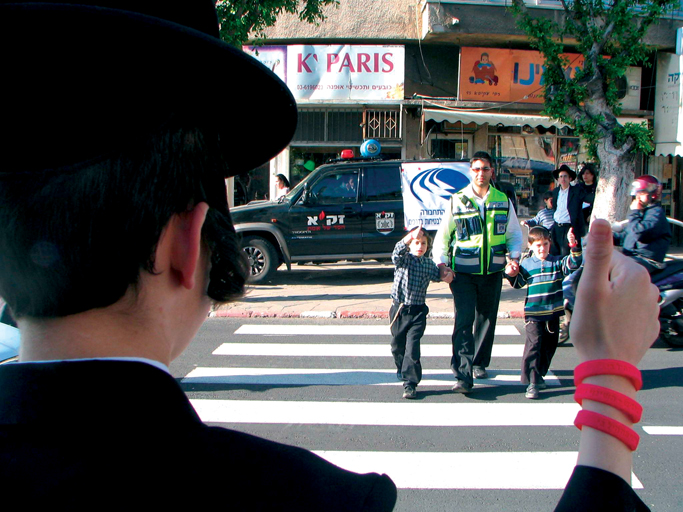
Realraumlernen in der Verkehrserziehung (Israel, 2007)

### Realraumlernen in der Verkehrserziehung
Der Straßenverkehr ist ein für Kinder und Jugendliche hoch gefährlicher Lebensbereich. Es geht um Leben und Gesundheit der Heranwachsenden, die sich in aller Regel den Anforderungen dieser von Erwachsenen geschaffenen Realwelt noch nicht voll gewachsen zeigen. Eltern versuchen daher oft, den Kindern durch Transporte in privaten Fahrzeugen oder Bussen den Kontakt mit der Verkehrsrealität zu ersparen. Es ist jedoch unausweichlich, die Kinder nach einer gründlichen Vorbereitung in Spiel- und Schutzräumen auch dem Lernen in der realen Situation des Verkehrs auszusetzen, damit sie sich zu selbstverantwortlichen mündigen Verkehrsteilnehmern entwickeln können. Dies geschieht methodisch-didaktisch in einem systematischen Lernprozess von drei Lernphasen. Er führt vom Verkehren in Spielszenarien über das Trainieren in gefahrenentschärften Schonräumen zum Realraumlernen des echten Straßenverkehrs mit seinen unausweichlichen Gefahren und Regeln.

### Realraumlernen im Lehramtsstudium
Lehramtsanwärter werden während und nach der wissenschaftlichen Ausbildung in Hörsaal und Seminaren, in denen sie sich – etwa in Rollenspielen – auf ihre spätere Lehrtätigkeit vorbereiten können, auch bereits mit der Schulwirklichkeit konfrontiert. Dies geschieht in begleitenden Schulpraktika und besonders intensiv während des Referendariats in Schule und Verein. Praktika und Projekte vermitteln neben der fachlichen Ausbildung die realitätsnahe, auch konfliktträchtige Begegnung mit Schülern, Lehrerkollegen und Eltern, die das spätere Berufsleben bestimmen wird.

### Realraumlernen in der Pilotenausbildung

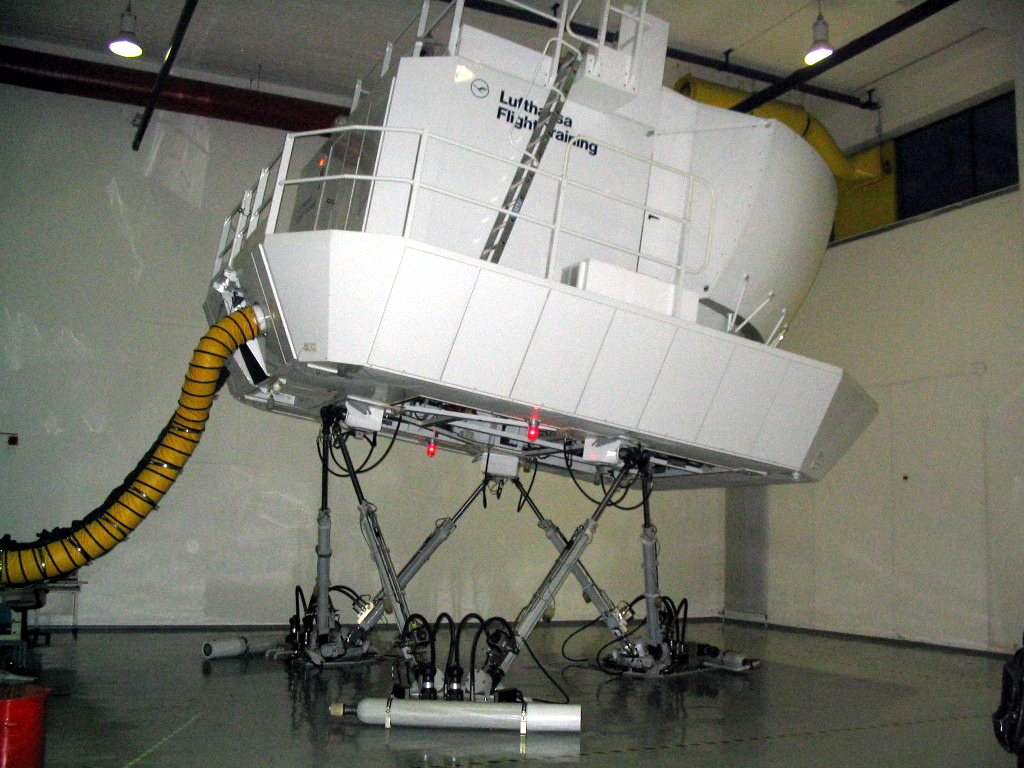
Schonraum Flugsimulator

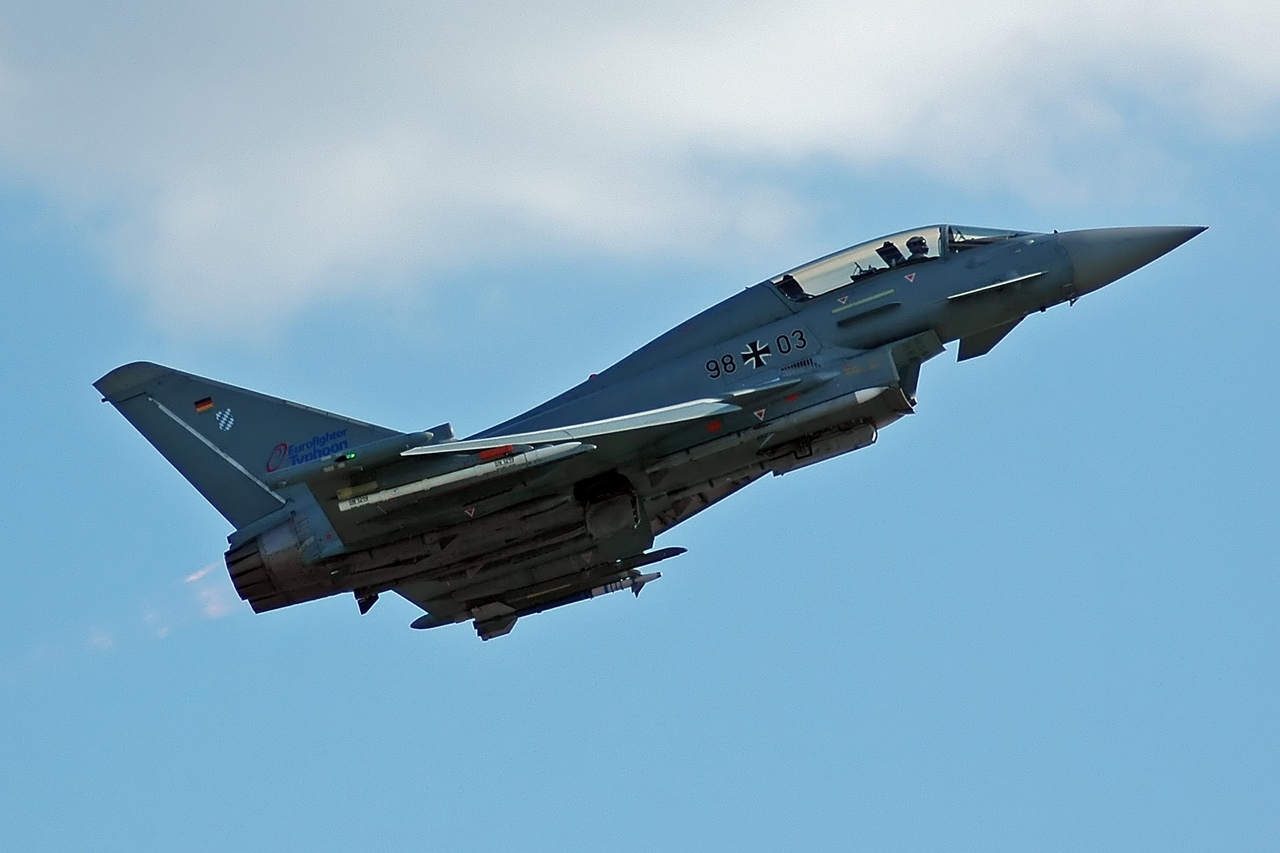
Realraum Eurofighter Typhoon

Die Ausbildung von Verkehrspiloten und Jagdfliegern erfolgt vorbereitend wie begleitend weitgehend in Flugsimulatoren, die es ermöglichen, das Wissen und Können, Entscheiden und Reagieren des Flugzeugführers in programmierten Situationen auf ungefährliche Weise zu üben und zu testen. Ihr folgt das eigentliche Fliegen im realen Verkehrsflugzeug oder Jagdbomber. Das Realraumlernen im fliegenden Jet ist teuer und anspruchsvoll, als letzte Ausbildungsphase vor der Lizenzerteilung aber unersetzbar.

### Realraumlernen im Medizinstudium

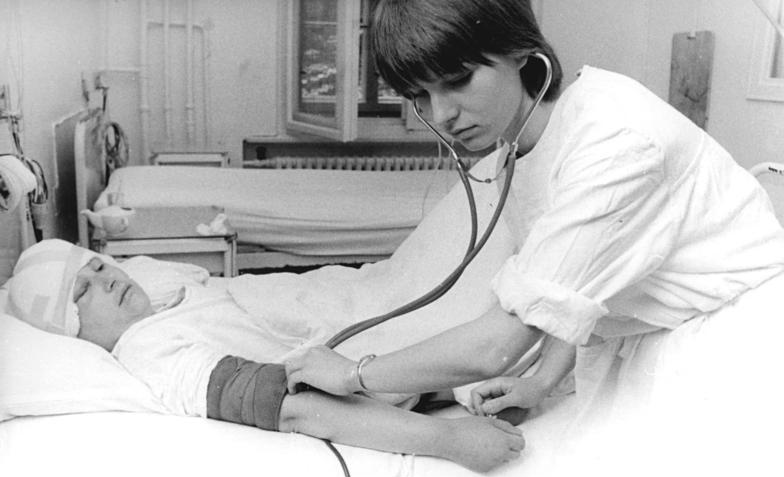
Krankenbehandlung, Realraumlernen in der Medizin Berlin (1972)

Das Ausbildungskonzept für angehende Mediziner schreibt neben und nach der Schonzeit in Hörsaal und Labor den Erfahrungsgewinn vor Ort in Klinik und Arztpraxen vor. Der Arbeit an Leichen und Präparaten folgt der Umgang mit dem lebenden Menschen am Krankenbett. Komplizierte Apparaturen und Operationstechniken bedürfen einer gründlichen Einweisung und Übung am Modell. Diese müssen aber in die handwerkliche Erfahrung in der medizinischen Alltagspraxis, in das Realraumlernen, münden.

### Realraumlernen in der militärischen Ausbildung
Das Sammeln der eigentlichen Kampferfahrung des Soldaten mit seinen außergewöhnlichen physischen wie psychischen Belastungen, die Konfrontation mit der Ernstsituation des Krieges, bei der es um Leben und Tod geht, stellt die eigentliche Herausforderung und Bewährungsprobe des Soldatenberufs dar. Sie ist erst zu verantworten, wenn der Rekrut mit kriegsähnlichen Planspielen und Manövern physisch, intellektuell, psychisch und wertorientiert ausreichend dafür vorbereitet wurde.
Die Fachdidaktiken der sehr unterschiedlichen Lern- und Ausbildungsbereiche sehen vor, dass diesen bisweilen hoch gefährlichen, aber auch verantwortungsreichen Situationen des Realraumlernens ein gewissenhaftes, von entsprechend vorgebildeten professionellen Ausbildern begleitetes Schonraumtraining vorausgehen muss.

## Einzelbelege
1. ↑  Schonraum- und Realraumlernen
2. ↑  Siegbert A. Warwitz: Schonraumlernen und/oder Realraumlernen. In: Ders. Verkehrserziehung vom Kinde aus. 6. Auflage. Baltmannsweiler 2009, S. 62–65.
3. ↑  Vom Spielraum zum Verkehrsraum. (Memento des Originals vom 17. Juli 2020 im Internet Archive)  Info: Der Archivlink wurde automatisch eingesetzt und noch nicht geprüft. Bitte prüfe Original- und Archivlink gemäß Anleitung und entferne dann diesen Hinweis. Netzwerk Verkehrserziehung, Wien 2012.
4. ↑  Marc Böhmann, Regine Schäfer, Anja Neumann: Kursbuch Lehramtsstudium. Beltz-Verlag, Weinheim 2004.
5. ↑  Reinhard Scholzen: KSK – Das Kommando Spezialkräfte der Bundeswehr. Stuttgart 2004.
6. ↑  M. Nobbe: Erziehung und Bildung in der Bundeswehr. Köln 1985.